# ОЗМ-4

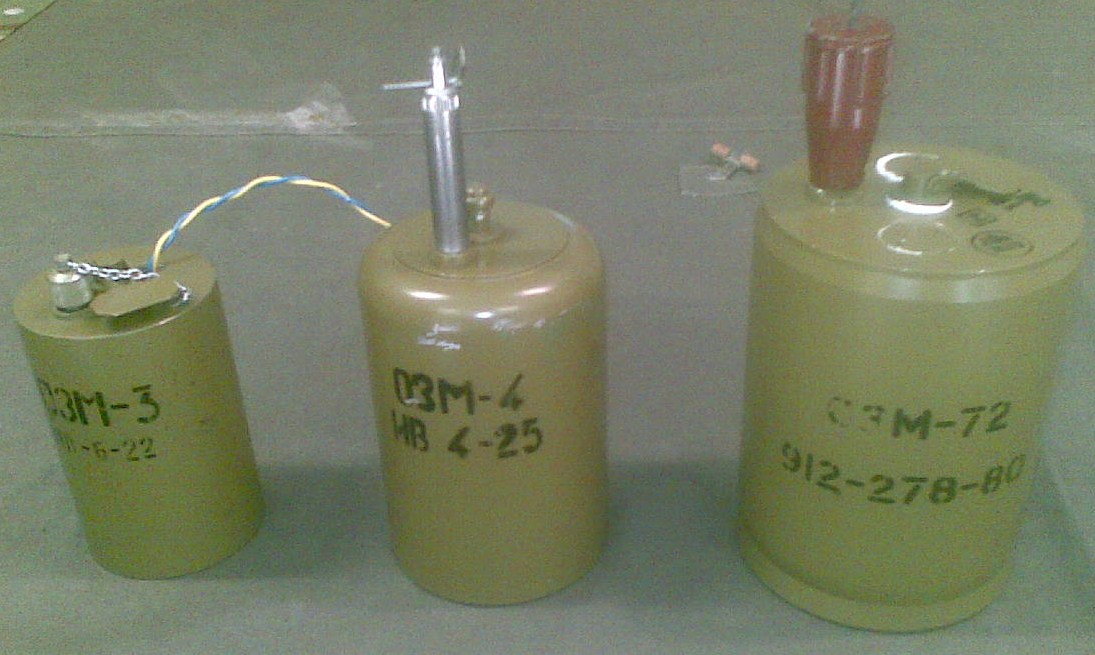
ОЗМ-3, ОЗМ-4 и ОЗМ-72

ОЗМ-4 — советская противопехотная выпрыгивающая осколочная мина кругового поражения.
При срабатывании взрывателя огонь пламени воспламеняет пороховой замедлитель, который по центральной запальной трубке поджигает вышибной заряд, состоящий из шашки пороха. Заряд выбрасывает на высоту около 0,4-1,4 метра боевой снаряд мины. Срабатывание мины после подпрыгивания происходит под воздействием натяжного тросика, один конец которого закреплён на днище мины, а второй за внутренний взрыватель. Если мина не взлетела на нужную высоту, то взрыва не происходит совсем. Поражение наносится осколками корпуса мины. Мина взрывалась на высоте 0,4-1,4 метра и поражала осколками даже бойцов, лежащих на земле.
Использование чугуна вместо стали в качестве материала поражающих элементов обусловлено тем, что при попадании в тело чугунные поражающие элементы не деформируются и наносят куда более тяжёлые поражения, чем стальные. Они оставляют после себя рваный раневой канал.
В настоящее время мина ОЗМ-4 не производится.

## ТТХ
| характеристика                      | значение     |
| ----------------------------------- | ------------ |
| Корпус                              | чугун        |
| Масса                               | 5,4 кг       |
| Масса взрывчатого вещества (тротил) | 170 г        |
| Диаметр                             | 9 см         |
| Высота корпуса                      | 17 см        |
| Длина датчика цели (в одну сторону) | 13 м         |
| Чувствительность                    | 1-17 кг      |
| Радиус сплошного поражения          | 13 м         |
| Температурный диапазон применения   | -60 — +60 °C |